# Reinbeck (Iowa)
Reinbeck – miasto w Stanach Zjednoczonych, w stanie Iowa, w hrabstwie Grundy. Zgodnie ze spisem statystycznym z 2000 roku, miasto liczyło 1751 mieszkańców.